# 漂移速度
漂移速度(Drift Velocity)，是指一個粒子(例如電子)因為電場的關係而移動的平均速度。
實際上，當沒有電場存在，導體中的電子以费米速度作隨機移動。
電場使這個隨機運動過程獲得單一方向的淨速度。
因為電流和漂移速度成正比，經多番推導後可得出其量值亦和電場量值成正比例，當中的推導過程可以歐姆定律解釋。
漂移速度可以用以下公式表達：
- {\displaystyle J_{\it {drift}}=\sigma \cdot v_{\it {avg}}}，{\displaystyle J_{\it {drift}}}是電流密度，σ是以C/m3為單位的電荷密度，vavg是載體的平均速度(即漂移速度)；
- {\displaystyle v_{\it {avg}}=\mu \cdot E}， μ是以 m2/(V·s)為單位的電子遷移率，而E是以V/m為單位的電場強度。